# Амердінген
Амердінген (нім. Amerdingen) — громада в Німеччині, знаходиться в землі Баварія. Підпорядковується адміністративному округу Швабія. Входить до складу району Донау-Ріс. Складова частина об'єднання громад Ріс.
Площа — 19,10 км2. Населення становить 885 ос. (станом на 31 грудня 2020).